# Violette des marais
Viola palustris
Espèce
Classification phylogénétique
La Violette des marais (Viola palustris) est une espèce de plantes à fleurs de la famille des Violacées.

## Description
C'est une plante herbacée. 

## Statut de protection
En France, l'espèce figure sur le liste des plantes protégées du Nord-Pas-de-Calais (aussi sur la liste rouge), sur celle de Picardie, sur celle d'Aquitaine, sur celle d'Île-de-France et sur celle des Pays de la Loire.